# Les Prés - Edgard-Pisani

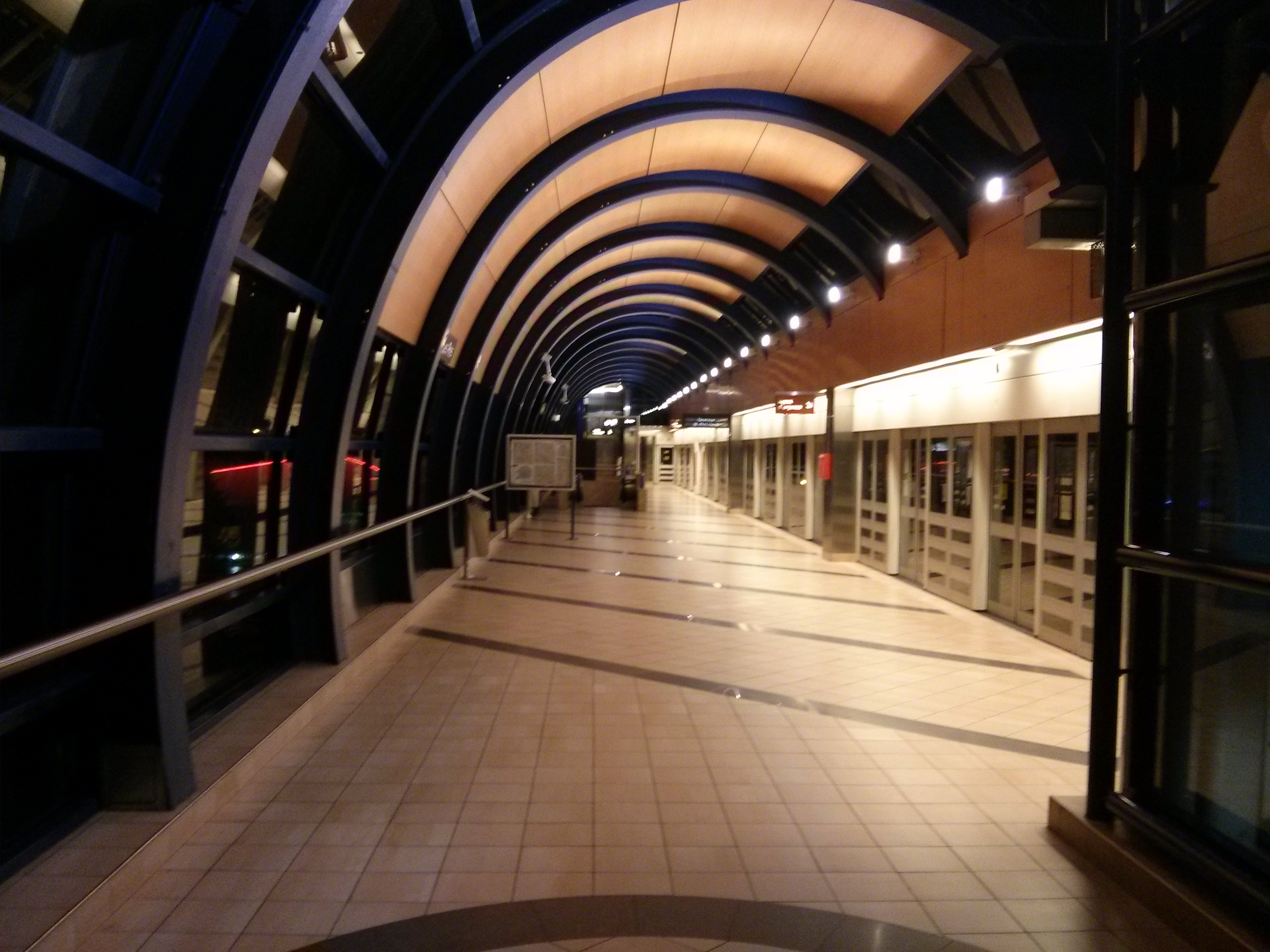
Metrostation Les Prés in Villeneuve-d'Ascq

Het station Les Prés - Edgard-Pisani is een metrostation van lijn 2 van de metro van Rijsel, gelegen in de Franse gemeente Villeneuve-d'Ascq. De naam verwijst naar de wijk Les Prés waarin het ligt. In de omgeving van het metrostation bevindt zich een groot winkelcentrum en een industrieterrein.